# Liste des maires de Montélimar
Cet article dresse une liste par ordre de mandat des maires de Montélimar.

## Liste des maires

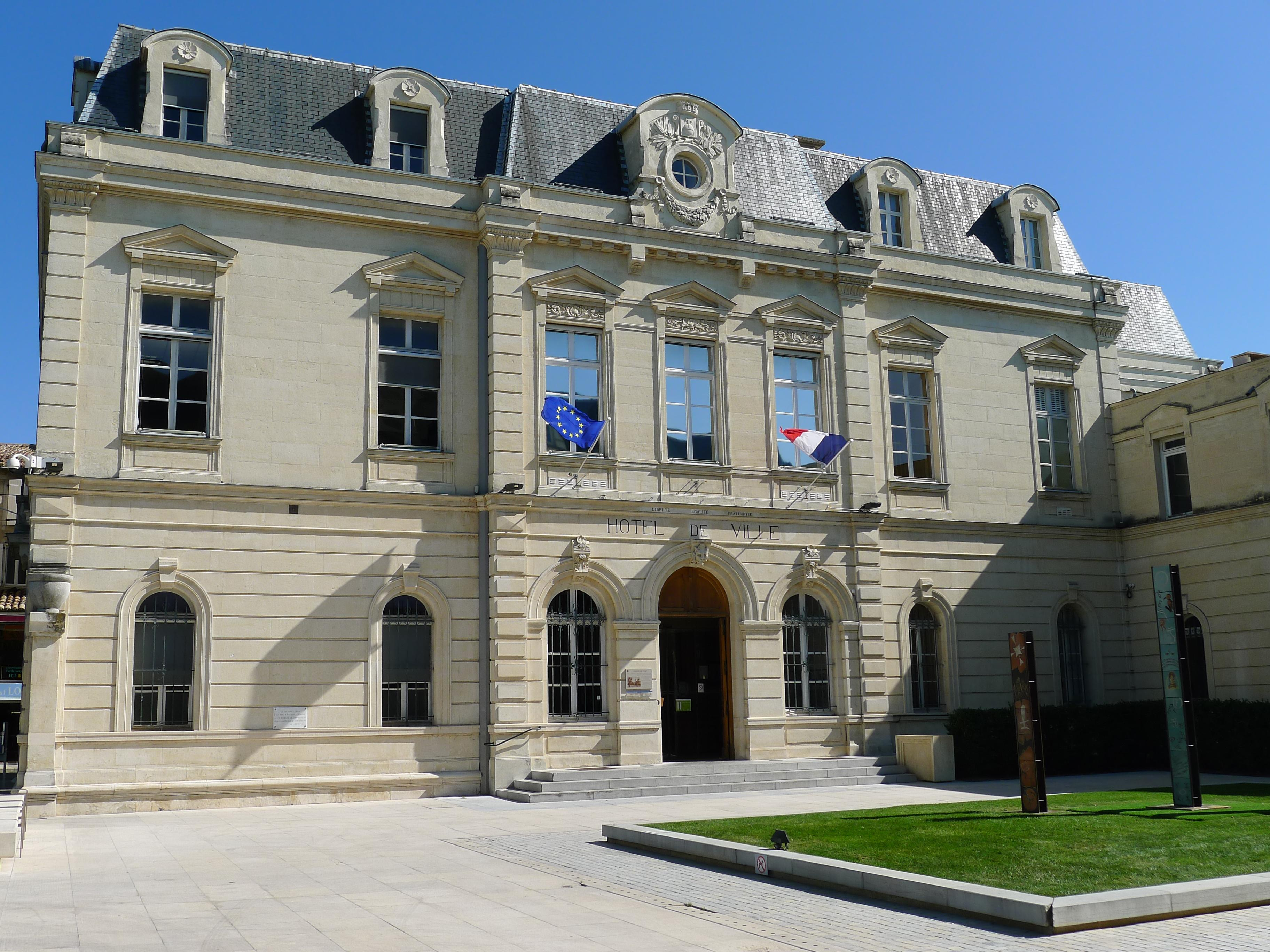
L'hôtel de ville de Montélimar.

| Période                                                                      | Période                     | Identité                                         | Étiquette                   | Qualité                                                                          |
| ---------------------------------------------------------------------------- | --------------------------- | ------------------------------------------------ | --------------------------- | -------------------------------------------------------------------------------- |
| Les données manquantes sont à compléter. : de la Révolution au Second Empire |                             |                                                  |                             |                                                                                  |
| 1787 (13 mai)                                                                | 1790 (11 mars)              | Jean-Louis Cheynet                               |                             | député                                                                           |
| 1790 (11 mars)                                                               | 1791                        | François-Noé Bauthéac de Grandval                |                             | avocat                                                                           |
| 1791                                                                         | 1792                        | Louis Pellapra                                   |                             | avocat                                                                           |
| 1792                                                                         | 1794 (11 juin)              | Alphonse-Laurent-Antoine de Salomon (ou Salamon) |                             | ex-visénéchal                                                                    |
| 1794 (28 juin)                                                               | 1795 (janv.)                | Jacques-Berthon Forquet                          |                             | avocat, juge                                                                     |
| 1795 (14 janv.)                                                              | 1795 (2 nov.)               | Jean-Jacques (ou Jean-Charles) Serret            | Monarchiste                 | juge                                                                             |
| 1795 (12 nov.)                                                               | 1797 (26 mars)              | Joseph Pain                                      |                             | avocat agent communal à la municipalité de canton                                |
| 1797 (28 mars)                                                               | 1797 (10-12 oct.)           | Jean-Baptiste-Agricol Péru                       |                             | médecin agent communal à la municipalité de canton                               |
| 1797 (10-12 oct.)                                                            | 1799 (16 sept.)             | Jean-Louis Pellapra                              |                             | général agent communal à la municipalité de canton                               |
| 1799 (17 sept.)                                                              | 1800 (22 avr.)              | Charles Picot                                    | Républicain                 | militaire                                                                        |
| 1800 (3 juin)                                                                | 1800 (14 déc.)              | Jean-Louis Cheynet                               |                             | avocat maire par intérim                                                         |
| 1800 (déc.)                                                                  | 1806 (18 mai)               | Jacques-Charles-Louis Forquet                    |                             | commandant de la Garde nationale                                                 |
| 1806 (1er mai)                                                               | 1813 (10 avr.)              | Pierre (ou Jean-Baptiste) Grasson                |                             | avoué                                                                            |
| 1813 (10 avr.)                                                               | 1815 (8 avr.)               | Henri-Louis de La Bruyère                        |                             | propriétaire                                                                     |
| 1815 (10 avr.)                                                               | 1815 (6 juill.)             | Cyprien Massis-Cuchet                            |                             | médecin                                                                          |
| 1815 (7 juill.)                                                              | 1816 (14 août)              | Henri-Louis de La Bruyère                        |                             | propriétaire                                                                     |
| 1816 (2 sept.)                                                               | 1822 (30 janv.)             | Jean-Charles Serret                              | Monarchiste                 | juge                                                                             |
| 1822 (30 janv.)                                                              | 1824 (28 mars)              | Paul-François Beauthéac (de Grandfont)           |                             | négociant                                                                        |
| 1824 (11 nov.)                                                               | 1830                        | Jean-Pierre Marre                                |                             | négociant                                                                        |
| 1830 (4 sept.)                                                               | 1831 (21 févr.)             | Daniel Nicolas                                   |                             | premier président de la Cour de Riom conseiller à la Cour de cassation           |
| 1831 (25 mars)                                                               | 1831 (déc.)                 | (Maurice-Auguste-)Florian Odouard                |                             | inspecteur des contributions                                                     |
| 1831 (déc.)                                                                  | 1832 (janv.)                | Marc-Étienne Bonnefoy                            |                             | négociant                                                                        |
| 1832 (janv.)                                                                 | 1832 (juin)                 | Cyprien (Massis-)Cuchet                          |                             | médecin                                                                          |
| 1832 (oct.)                                                                  | 1834 (avr.)                 | Jean-Jacques Roux(-Saint-Paul)                   |                             |                                                                                  |
| 1834 (avr.)                                                                  | 1835 (janv.)                | ?                                                |                             |                                                                                  |
| 1835 (6 janv.)                                                               | 1846 (12 juill.)            | Félix-Hilaire Laurans (ou Laurens)               | Parti de la Résistance      | notaire député (1842-1846)                                                       |
| 1846 (22 oct.)                                                               | 1847 (mai)                  | Charles-Antoine-Ennemond de Gailhard             |                             | percepteur                                                                       |
| 1847 (7 juill.)                                                              | 1848 (2 avr.)               | Louis-Ernest Messié                              | Monarchiste                 | avocat                                                                           |
| 1848 (avr.)                                                                  | 1849                        | Frédéric-Jean-Baptiste Charre (ou Chare)         |                             | notaire                                                                          |
| 1852 (26 juill.)                                                             | 1861 (7 juin)               | Jean-Joseph Fleury-Bith                          |                             | notaire décédé en cours de mandat                                                |
| 1861 (9 sept.)                                                               | 1865 (août)                 | Eugène Chabaud (d)                               |                             | maître de poste                                                                  |
| 1865                                                                         | 1869 (17 déc.)              | (Pierre-)Louis-Augustin Marre-Desmarais          |                             | négociant                                                                        |
| 1870 (8 janv.)                                                               | 1870 (6 sept.)              | Louis-César Grasset                              |                             | médecin                                                                          |
| 1870 (7 sept.)                                                               | 1870 (28 sept.)             | Charles-François-Justin Josserand                |                             | juge                                                                             |
| 1870                                                                         | 1877 (8 août)               | Émile Loubet                                     | Modéré                      | avocat député sénateur président du Sénat                                        |
| Les données manquantes sont à compléter. : depuis la fin du Second Empire    |                             |                                                  |                             |                                                                                  |
| 1871                                                                         | 1874                        | Émile Loubet                                     |                             | maire sortant                                                                    |
| 1874                                                                         | 1877                        | Émile Loubet                                     |                             | maire sortant                                                                    |
| 1877 (8 août) (élection ?)                                                   | 1878 (3 janv.)              | Alfred Messié                                    | Monarchiste                 | avocat                                                                           |
| 1878 (3 janv.)                                                               | 1884                        | Émile Loubet                                     | Modéré                      | avocat député sénateur président du Sénat président de la République (1899-1906) |
| 1884                                                                         | 1888                        | Émile Loubet                                     |                             | maire sortant                                                                    |
| 1888                                                                         | 1892                        | Émile Loubet                                     |                             | maire sortant                                                                    |
| 1892                                                                         | 1896                        | Émile Loubet                                     |                             | maire sortant                                                                    |
| 1896                                                                         | 1899                        | Émile Loubet                                     |                             | maire sortant                                                                    |
| 1899 (élection ?)                                                            | 1900                        | Paul Gauthier                                    | Modéré                      | notaire                                                                          |
| 1900                                                                         | 1904                        | Paul Gauthier                                    |                             | maire sortant                                                                    |
| 1904                                                                         | 1908                        | Paul Gauthier                                    |                             | maire sortant                                                                    |
| 1908                                                                         | 1912                        | Fernand (ou Joseph) Ravisa                       | RAD                         | député                                                                           |
| 1912                                                                         | 1919                        | Joseph Ravisa                                    |                             | maire sortant                                                                    |
| 1919                                                                         | 1925                        | Joseph Ravisa                                    |                             | maire sortant                                                                    |
| 1925                                                                         | 1929                        | Roger Chancel                                    | RAD                         | avocat                                                                           |
| 1929                                                                         | 1935                        | Roger Chancel                                    |                             | maire sortant                                                                    |
| 1935                                                                         | 1944 (28 sept.)             | Édouard Tardieu                                  | RAD                         | policier assureur                                                                |
| 1944 (28 sept.) (élection ?)                                                 | 1945 (18 mai)               | Marius Spezini                                   | SFIO                        | résistant                                                                        |
| 1945 (18 mai)                                                                | 1947 (oct.)                 | Raymond Crozier                                  |                             | résistant                                                                        |
| 1947 (oct.)                                                                  | 1953 (7 mai)                | Marius Spezini                                   | SFIO                        | ex résistant                                                                     |
| 1953 (7 mai)                                                                 | 1958 (12 juill.)            | Louis Chancel                                    | RAD                         | avocat                                                                           |
| 1958 (élection ?)                                                            | 1959 (21 mars)              | (Robert) Rabatel                                 |                             | notaire                                                                          |
| 1959 (21 mars)                                                               | 1965                        | Maurice Pic                                      | SFIO puis PS                | secrétaire d'État député sénateur                                                |
| 1965                                                                         | 1971                        | Maurice Pic                                      |                             | maire sortant                                                                    |
| 1971                                                                         | 1977                        | Maurice Pic                                      |                             | maire sortant                                                                    |
| 1977                                                                         | 1983                        | Maurice Pic                                      |                             | maire sortant                                                                    |
| 1983                                                                         | 1989 (24 mars)              | Maurice Pic                                      |                             | maire sortant                                                                    |
| 1989 (24 mars)                                                               | 1995                        | Thierry Cornillet                                | UDF-RAD                     | ingénieur député député européen                                                 |
| 1995                                                                         | 1999 (24 juill.)            | Thierry Cornillet                                |                             | maire sortant                                                                    |
| 1999 (24 juill.) (élection ?)                                                | 2001 (18 mars)              | André Orts                                       | RPR                         | conseiller d'orientation                                                         |
| 2001 (18 mars)                                                               | 2008                        | Franck Reynier                                   | RAD puis MR (UDF, UMP, UDI) | député président drômois et délégué général de l'UDI                             |
| 2008                                                                         | 2014                        | Franck Reynier                                   | MR                          | maire sortant                                                                    |
| 2014                                                                         | 2020 (4 juill.)             | Franck Reynier                                   | MR                          | maire sortant                                                                    |
| 2020 (4 juill.)                                                              | En cours (au 16 avril 2024) | Julien Cornillet,                                | LR                          | chef d'entreprise président de Montélimar-Agglomération                          |